# 田中登
田中 登（たなか のぼる、1937年8月15日 - 2006年10月4日）は、日本の映画監督。

## 経歴
長野県白馬村出身。長野県大町高等学校を経て明治大学文学部仏文科入学。在学中、黒澤明の『用心棒』にアルバイトとして参加する。
1961年、200倍以上の難関を勝ち抜いて日活演出部に入社。フランス映画狂いで、付けられたニックネームは「ムッシュ」。助監督会の幹事も務めた。
日活がロマンポルノ路線に転向すると、1972年『花弁のしずく』で監督デビュー。翌1973年に撮った『㊙女郎責め地獄』では美術の川崎軍二と組んだグロテスクかつサイケデリックな映像美が評価され、日本映画監督協会新人賞奨励賞を受賞した。その後も田中＆川崎コンビで秀作を量産、1975～1978年に3本がキネマ旬報ベスト・テン入りを果たした。田中は神代辰巳と並ぶロマンポルノのエース監督と目されるようになり、前後して東映の大作にも外部招聘された。
映像へのこだわりは常軌を逸することもあり、『発禁本「美人乱舞」より 責める!』では、極寒の日光・戦場ヶ原でロケを敢行。主人公・タエ役の宮下順子を長嬬祥一枚で沼に沈めるシーン（映画の最後に表示される「責の四十八手」には「沼に沈める責」というのがある）の撮影では、深夜、田中がスタッフと2人で氷の張った沼にゴムの合羽姿で潜ってドラム缶を設置、翌日のロケではそのドラム缶にぬるい湯が入れられたものの、宮下はあまりの寒さに失神。田中によれば「順子がね、監督、殺してやると泣きじゃくってんの(笑)。撮影で殺されるなら本望だね、僕は(笑)」。
その後も意欲的なポルノ作品を次々と発表したが、1981年にフリーになって以降は、2時間ドラマの演出などテレビの仕事が中心となった。
2006年10月4日午前9時50分、急性動脈瘤解離のため神奈川県相模原市の病院で死去。69歳没。
2020年、英国映画協会が選定した1925年から2019年までの日本映画ベスト95（この間の各年のベストワンを選んだもの）に1976年の監督作品『江戸川乱歩猟奇館 屋根裏の散歩者』が選ばれた。日活ロマンポルノからは唯一の選出となった。
2022年、第78回ベネチア国際映画祭のクラシック部門（ベニス・クラシックス）において1974年の監督作品『㊙色情めす市場』4Kデジタル復元版が選出。日活ロマンポルノ作品初の世界三大映画祭選出となった。

## 監督作品

### 映画
- 花弁のしずく （1972年）
- 牝猫たちの夜 （1972年）
- 夜汽車の女 （1972年）
- 好色家族 狐と狸 （1972年）
- 官能教室 愛のテクニック （1972年）
- 昼下りの情事 変身 （1973年）
- ㊙女郎責め地獄 （1973年） - 第14回日本映画監督協会新人賞奨励賞
- 真夜中の妖精 （1973年）
- 女教師 私生活 （1973年）
- ㊙色情めす市場 （1974年）
- 実録阿部定 （1975年）
- 神戸国際ギャング （1975年）
- 安藤昇のわが逃亡とSEXの記録 （1976年）
- 江戸川乱歩猟奇館 屋根裏の散歩者 （1976年）
- 発禁本「美人乱舞」より 責める! （1977年）
- 女教師 （1977年）
- 人妻集団暴行致死事件 （1978年） - 1979年日本アカデミー賞優秀監督賞受賞
- ピンクサロン 好色五人女 （1978年） - 1979年日本アカデミー賞優秀監督賞受賞
- 天使のはらわた 名美 （1979年）
- 愛欲の標的 （1979年）
- ハードスキャンダル ‐性の漂流者‐ （1980年）
- もっと激しくもっとつよく （1981年）
- 丑三つの村 （1983年）
- 蕾の眺め （1986年）
- 妖女伝説'88 （1988年）

### テレビ
- 黒岩重吾シリーズ 女の熱帯（毎日放送、1980年）
- 木曜ゴールデンドラマ （よみうりテレビ）
  - 霧の国際空港殺人事件（1981年）
  - 北のめぐり逢い（1982年）
  - その夜は忘れない（1982年）
  - 愛の報い（1983年）
  - 死者をして語らしめよ!（1983年）
  - 主婦・万引き（1983年）
  - 通り魔を弁護した女（1985年）
- 火曜サスペンス劇場 （日本テレビ）
  - 父と子の炎（1981年）
  - 蝶たちの殺意（1983年）
  - 愛する妻への遺書（1985年）
  - 傍観者殺人事件（1986年）
  - 禁じられた結婚（1987年）
  - 殺人街道シリーズ（1988-1990、1992-1993年）
  - 窓の女（1989年）
  - 松本清張スペシャル・捜査圏外の条件（1989年）
  - 裏口入学殺人事件（1991年）
  - 刑事・鬼貫八郎シリーズ（1993-1994、1999、2001-2002、2004年）
  - 弁護士・朝日岳之助シリーズ（1995-1997、1999-2005年）
  - 指名手配（1998年）
  - 孤独な果実（2000年）
  - 取調室16（2001年）
  - 松本清張スペシャル・鬼畜（2002年）
  - 産婦人科医・南雲綾子 産む女、産まない女（2003年）
  - 年下のひと（2005年）
- 月曜ワイド劇場 （テレビ朝日）
  - 悪女の手記（1982年）
  - 白い悪魔が忍びよる（1984年）
  - 金属バット殺人事件（1985年）
- 土曜ワイド劇場 （テレビ朝日）
  - 鬼火 仮面の男と湖底の女（1983年）
  - 真珠郎（1983年）
  - 処刑教師（1984年）
  - 異常の太陽（1986年）
  - 嫉妬（1986年）
  - 死体を置いていかないで（1996年）
- 松本清張サスペンス （関西テレビ）
  - お手玉（1986年）

## 書籍
- 映画監督 田中登の世界（2007年8月 ウルトラ・ヴァイヴ ISBN 978-4-401-75115-0）

## 関連文献
- 復活花弁のしずく - ウェイバックマシン（2002年6月12日アーカイブ分）
- 田中登監督ロング・インタビュー
- “【あの人は今こうしている】 田中登(ロマンポルノの名匠)”. 日刊ゲンダイ. (2006年9月21日).  オリジナルの2007年11月21日時点におけるアーカイブ。 2014年6月18日閲覧。